# Ухналёв, Олег Яковлевич
Оле́г Я́ковлевич Ухналёв (27 ноября 1946, Горький — 14 августа 2005, Красногорск) — советский и российский эстрадный певец (баритон), Народный артист Российской Федерации (1998).

## Биография

### Ранние годы и учёба
Родился 27 ноября 1946 года в городе Горьком в семье кадрового военного-моряка Якова Гордеевича Ухналёва (1917—1996). Имел младшего брата Сергея (1952—2021), впоследствии — тоже музыканта.
С раннего детства Ухналёв проявлял интерес к музыке, а после того, как голос прорезался, он начал исполнять народные и эстрадные песни. Но он не сразу запел бархатистым баритоном, и младший брат, обладающий абсолютным слухом, иногда подсказывал ему, как в некоторых моментах спеть точнее.
В 1962 году, когда семья проживала в Калининграде, по настоянию отца в 16 лет поступил певцом-юнгой в Ансамбль песни и пляски Балтийского флота, с которым участвовал во многих концертах. В 1963 году в числе других моряков-балтийцев участвовал во встрече с уже известными композитором Александрой Пахмутовой и поэтом-песенником Николаем Добронравовым:

Меня представили Александре Николаевне и я спел с листа очень популярную тогда песню «Куба — любовь моя». Она сразу же сказала: «Боже мой, этому мальчику надо обязательно учиться, приезжайте в Москву». И взяла меня на творческие встречи с экипажами боевых кораблей. На следующий год наш ансамбль перед 9 мая приехал в Москву с ежегодным отчетом о проделанной работе. Я пришел к Александре Николаевне, она ещё раз настоятельно рекомендовала пойти учиться, обещала помочь.— Из интервью Дмитрия Санагурского с Олегом Ухналёвым
В 1964 году сдаёт экзамены и проходит отбор сразу в Гнесинское Училище, ГИТИС и Московскую Консерваторию им. П. И. Чайковского. Выбирает Консерваторию и поступает учиться по классу вокала. В поступлении в Консерваторию большую роль сыграла Оксана Семеновна Свешникова, супруга ректора. Во время учёбы был дружен с Муслимом Магомаевым и Владимиром Атлантовым.

### На советской эстраде
В 1967 году Ухналёв знакомится с Юрием Саульским и, параллельно с учёбой, начинает выступать солистом-вокалистом джазового эстрадного оркестра под управлением Саульского «ВИО-66» (Вокально-Инструментальный Оркестр). Помимо музыки Саульского, оркестр исполнял произведения Дюка Эллингтона, Вуди Германа, Генри Манчини, Квинси Джонса, много экспериментировал, в частности, по примеру оркестра Рея Конниффа вокальная группа, в том числе и Олег, пели в подражание каким-то инструментам, например, мальчики — как тромбоны или саксофоны, девочки — как трубы. Также в оркестре в это время играли такие музыканты, как саксофонист и джазмен Алексей Козлов, пианист Игорь Бриль, барабанщик Владимир Журавский, тенор-саксофонист Юрий Чугунов.
В 1968 году познакомился с композитором Давидом Тухмановым, в то время работавшим с эстрадным певцом Валерием Ободзинским. Тухманов предложил Ухналёву записать для радио песню «И не то, чтобы „Да“, и не то, чтобы „Нет“…» на стихи Игоря Шаферана. Песня, прозвучавшая впервые в утренней воскресной передаче Всесоюзного радио «С добрым утром!», была переломной в творческой карьере, и по собственному признанию певца, после неё он «проснулся знаменитым». Затем песня прозвучала на радио «Юность», а в 1969 году Всесоюзная фирма грамзаписи «Мелодия» включила её в серию грампластинок «Всем, кто любит песню» наряду с такими исполнителями песен, как Эдита Пьеха, Анатолий Королёв, Лариса Мондрус. В том же 1968 году Олег Ухналёв участвовал с песней Давида Тухманова «Пока молодой» в конкурсе на лучшее исполнение советской молодёжной песни. Председателю жюри Леониду Утесову, очень понравилось исполнение, в результате — победа и «Первая премия».
В 1970 году окончил Консерваторию, выпустил первую грампластинку-миньон, разошедшийся многомиллионным тиражом с песнями «Дождь и я» (Р. Майоров — О. Гаджикасимов), «23 часа полёта» (Д. Тухманов — И. Шаферан), «Баллада о солнечном „Ра“» (С. Пожлаков — Л. Лучкин). В этом же году Ухналёв покинул «ВИО-66» и стал солистом ВИА «Москвичи», где работал совместно с певицей Аллой Пугачевой и Георгием Мамиконовым (с 1985 года руководитель ВИА «Доктор Ватсон»). Работая в ансамбле «Москвичи», включил в свой репертуар написанную в 1970 году песню украинского композитора и поэта Владимира Ивасюка — «Червона рута». В это же время певец сотрудничал в совместных концертах с Валерием Ободзинским, позже гастролировал по стране и за рубежом с трио под управлением Александра Тартаковского. Предположительно, в эти годы сотрудничал с эстрадным оркестром «Современник» под управлением Анатолия Кролла и оркестром «Советская песня» под управлением Алексея Мажукова.
В 1975 году работал солистом вместе со стажирующимся Александром Серовым в ансамбле «Поющие юнги» города Николаева, руководил которым композитор Игорь Крутой. Потом Олег становится солистом на радио.
С 1976 года по приглашению Утёсова солировал в эстрадном оркестре РСФСР под его управлением.
В 1978 году фирма «Мелодия» выпустила грампластинку с песнями «Я вижу тебя» (И. Якушенко — Л. Ошанин), «Небо моё» (А. Зацепин — Л. Дербенёв), «Пройду весь свет» (М. Фрадкин — В. Лазарев), «Ничей» (Ю. Саульский — Е. Евтушенко).
Основу репертуара составляли патриотические песни, исполняемые с самого начала творческой деятельности, наравне с лирическими. В 1980 году Ухналёв был приглашен солистом в ансамбль Московского военного округа под управлением хорового дирижёра Сурена Баблоева, в котором проработал четыре года. В то же время работал в качестве ведущего солиста и в Московском ансамбле ПВО.
В разные годы работал в ансамбле «Советская песня», в различных филармониях — Батумской, Владимирской, солистом на радио, на радиостанции «Юность», в отделе пропаганды советской песни Союза композиторов Москвы.
В 1980 году на фирме «Мелодия» вышли грампластинки с записями Олега Ухналёва. Первая — c песнями на музыку композитора Алексея Мажукова, Ухналёв исполнил песню «Ничего не случилось» (стихи Д. Усманова). Вторая — «Песни и эстрадная музыка Вальтера Оякяэра» с песнями «Навстречу луне», «В прибрежном колхозе», «Делись огнем», третья — песни А. Мажукова на стихи Л. Кретова, записи Ухналёва вошли также на пластинки «Город мой, Пятигорск», «Рабочая мелодия Кузбасса», «Что такое любовь?» Песни на стихи Давида Усманова, «150 ЛЕТ ГОРОДУ БАЛАШИХЕ», «Животноводство — ударный фронт», сборник популярных эстрадных песен «А любовь жива…».
В 1982 году Ухналёв записал две песни «Песенка „01“» и «Позвони „01“» для грампластинки «Мы — пожарная дружина», в 1989 — песню «Неспокойно родное море» для грампластинки «Песни Наума Лабковского».
Многие песни для Олега Ухналёва написал его родной брат Сергей Ухналёв, среди них, такие как «Черёмуховый цвет», «Летняя гроза», «Май без войны», «Третий лишний» и другие.
В советское время певец так и не дождался никаких званий, и Народного артиста ему дали лишь в 1998 году. Несмотря на огромную популярность, его не приглашали на телепрограммы. Сам Ухналёв болезненно воспринимал этот факт и очень переживал. Но он имел огромную популярность и любовь поклонников, а песни для него писали именитые авторы (Леонид Дербенёв, Лев Ошанин, Евгений Евтушенко).

### На российской эстраде
С 2000 года Ухналёв продолжил деятельность выступлениями с Муниципальным оркестром «Джаз-бенд Ретро звёзды» вместе с бывшими участниками оркестров Олега Лундстрема, Эдди Рознера, Юрия Саульского, Анатолия Кролла, Алексея Мажукова под управлением Анатолия Серикова, и музыкального руководителя и аранжировщика Игоря Габриэляна.
Работал солистом муниципального оркестра города Балашихи.
Записи певца вышли в 2001 году, компакт-диск «О тебе», с двадцатью песнями разных лет, выпущенные фирмой «Русский диск». В 2005 году фирма «Мелодия» продолжила ретроспективу лучших песен певца компакт-диском «23 часа полета», в которую вошли девятнадцать записей 1969—1980 годов.
Скончался 13(14) августа 2005 года в Красногорске на 59-м году жизни от острой сердечной недостаточности. Причиной стали проблемы с алкоголем. Отпевание артиста и прощание с ним прошло в Москве, в храме Иконы Божией Матери «Отрада и утешение».

### Память

Семейное захоронение Ухналёвых

Похоронен рядом с могилой родителей на кладбище «Улыбышево» города Владимир.
Памяти Олега Ухналёва посвящена песня «Память», музыка Сергей Ухналёв, стихи Валерий Белянин, вокал записал Юрий Петерсон.

## Звания
- Заслуженный артист РСФСР (1988)
- Народный артист Российской Федерации (1998)